# Backpacker (spil-serie)
 For alternative betydninger, se Backpacker (flertydig). (Se også artikler, som begynder med Backpacker)
Backpacker-serien er en spilserie udviklet af TATI Mixedia og Aniware AB og efter 1997 af Pan Vision. Spillet er bygget op som en rejsesimulator, man spiller som en backpacker hvor man ved hjælp af at svare rigtigt på spørgsmål og skaffe arbejde, kan optjene penge til at rejse videre rundt i verdenen. Målet er at rejse hele verdenen rundt (f.eks. fra København til København).
Når spilleren besøger et land, tjekker de først ind på et hotel, her vil spilleren blive spurgt spørgsmål om landet og dets kultur, de rigtige svar kan senere benyttes til at finde arbejde. Svaret på disse spørgsmål kan findes ved at besøge nationens monumenter, eller besøge kendte områder så som bjerge, skove og floder. Når spilleren får et arbejde, skal spilleren igen svare på spørgsmål. For hvert rigtige svar, stiger spillerens løn.
Grafikken i spillene består for det meste af stillestående billeder. Serien er aldrig blevet udgivet til spillekonsoller, dog blev der både lavet Windows 3.x- og Mac-versioner af spillene.
Serien blev oprindeligt udviklet af TATI Mixedia, Aniware AB og udgivet af BMG Interactive Entertainment. Senere overtog Pan Vision dog serien.

## Baggrundshistorien for serien
Seriens skaber, Jens Thorsen har udtalt, at inspirationen til det første spil kom fra Trivial Pursuit.
Backpacker blev skabt af Jens Thorsen og Stefan Gadnell. Da Backpacker blev skabt, krævede spillet det daværende nye medie CD-ROM, til at kunne opbevare al grafikken. Jens Thorsen studerede programmering ved Chalmers, og efter en barrunde til Ölhallen 7:an og dens berømte quizmaskine, fik Jens idéen om at skabe et quizspil til computer inspireret af Trivial Pursuit. For at gøre spillet mere spændende og underholdende, tilføjede Thorsen fotografier i baggrunden af spørgsmålene, og andre grafiske elementer.
Jens indså at spillet havde brug for et grundlag til at stille spilleren spørgsmål, og efter en tur på landet, besluttede han sig for et rejsetema og kaldte spillet World Warp. Spørgsmålene blev tilknyttet jobs, som spilleren skulle svare på, for at kunne rejse videre til den næste destination.
Jens modtog råd fra sin kunstlærer Stefan Gadnell, der var interesseret i at lave computerspil. Stefan Gadnell havde hjulpet til med at lave clipart-biblioteker til computerillustrationer. De gav spillet et nyt navn, Backpacker, og Jens Thorsen startede firmaet TATI (Thorsen Art Technology Information) og gik sammen med Stefan Gadnells firma Mixedia. I samme tid som Backpacker, oprettede Stefan Gadnell firmaet Aniware. I en periode af seks måneder, bestod al kommunikationen af telefonopkald, emails og ved at sende hinanden minidiske med data pga. internettets daværende begrænsninger. Stefan Gadnell begyndte også at skrive spørgsmål og programmere minispil.
De startede med at tilføje minispil inspireret af klassikere såsom Spaceship Warlock. Til at skabe spillet, anvendte de Macromind Director. Da de ikke havde adgang til mange fotografier på internettet, scannede de hvad de kunne finde. Feriebilleder fra deres venner blev også brugt i spillet.

### Samarbejdet ophører
Backpacker 2 blev udgivet i 1997 og solgte ca. 600.000 eksemplarer. Under produktionen af spillet, grundlægger Jens Thorsen og Björn Holmqvist sammen med Deadline Games Vision Park Entertainment, der skal fungere både som udvikler samt udgiver af deres spil og børsnoteres. Dette bliver for stort for Stefan Gadnell, hvorfor Tati og Aniwares samarbejde ophører.

### Pan Vision
Efter at Park Vision bliver grundlagt, opkøber de og indgår i samarbejde med flere forskellige virksomheder. Ét af de virksomheder er det daværende PAN Interactive, og efter de bliver sammenlagt med blandt andre også IQ Media Nordic, Young Genious og Levande Böcker, resulterer det i, at de skifter navn til Pan Vision. Jens Thorsen arbejder i perioder på et spil, people, der dog aldrig bliver udgivet. Han forlader Pan Vision og skaber Funkis Multimedia.
I 2003 udgiver Pan Vision Backpacker 3. Det blev lavet i Stockholm, uden nogen involvering fra seriens oprindelige skabere.

## Gameplay
Selve gameplayet i Backpacker-serien ændrer sig ikke meget fra titel til titel. I alle spillene handler det som regel om at komme fra land x til land y under bestemte forhold. Spilleren kan skaffe sig penge ved eventuelt at svare rigtig på spørgsmål men også igennem arbejde. Spørgsmålene i spillene handler oftest omkring landets historie, dets hovedstad, kultur og religion. Arbejdsrelaterede spørgsmål er baseret på arbejdets egentlige fag.
I de senere spil kom der såkaldte missioner, f.eks. at spilleren skal rejse igennem alle europæiske lande for at vinde spillet.

### Arbejde
Arbejde er ligesom det meste af spillet baseret på et quiz-element. Spilleren skal svare rigtig på nogle spørgsmål for at stige i løn. Når spilleren har svaret på alle spørgsmål, vil der blive udregnet hvor mange af landets valuta, spilleren har tjent ud fra de korrekte svar. Kan spilleren ikke svare korrekt på nok spørgsmål, vil spilleren blive fyret og ikke modtage løn.
Ved siden af spørgsmålene, er der også nogle små minispil for hvert arbejde, såsom at sortere fisk, navigere et skib eller sætte de rigtige navne på ting under tid.

## Backpacker
Det første Backpacker spil blev udgivet i 1995, og fik aldrig rigtigt den største kommercielle succes udenfor Skandinavien. I spillet er spillerens mål at rejse rundt i verdenen. Hver gang spilleren besøger et nyt land, stiger prisen på flybilletterne, dette bliver gjort for at gøre spillet sværere for spilleren. Prisen varierede dog efter hvor langt landet ligger fra spillerens nuværende position, spilleren bliver på den måde tvunget til at finde et arbejde i de forskellige lande. Når spilleren ikke har flere penge, kan spilleren ringe hjem (via den klassiske røde britiskdesignede telefonboks) og låne penge. For det meste må spilleren dog kun låne penge én gang, og må enten arbejde sig til penge eller give op.

### Backpacker Junior
Backpacker Junior var en mere børnevenlig udgave af Backpacker som blev udgivet i 1997. Spillet blev lavet til børn i håb om, at skabe mere interessere for fremmede lande. Backpacker Junior fokuserer ikke blot på landes kulturer, men også på at lære børn om landenes økonomi og historie. Spilleren kan bytte sig til souvenirs fra lande, og senere sælge dem i andre lande hvor de har højere værdi. Spilleren skal læse avisen efter arbejde for at tjene ekstra studenterpenge, der kan hjælpe spilleren til at besøge endnu flere lande. I Backpacker Junior er det også muligt for spilleren, at lave sine egne quizzer, spørgsmål, byer mm.
I Backpacker Junior er der 4 missioner til spilleren, som spilleren frit kan vælge mellem.
- Sightseeing: - Besøg ti europæiske byer
- Random route: - Lad computeren skabe en tilfældig rute
- DIY mission: - Spil et brugerskabt spil
- Shopping spree: - Rejs gennem Europa, og køb så dyre ting som muligt [10]

## Backpacker 2
Backpacker 2 blev udgivet i 1997 og bød på mange flere funktioner som f.eks. behøves spilleren ikke længere at flyve, spilleren kan også benytte sig af tog og båd. Spillet understøtter også online spil. Når spilleren besøger lande er det muligt at tjekke ind på to hoteller, det ene billigt og det andet dyrt. Fordelen ved det dyre hotel er, at det senere vil blive lettere at få arbejde. Spilleren kan også, som i Backpacker Junior, købe souvenirs billigt og sælge dem i lande, hvor de er mere efterspurgte. Backpacker 2 solgte 600.000 kopier i Skandinavien. Spillet indeholder ligeledes to sværhedsgrader, turist eller globetrotter.
Backpacker 2 er fordelt på to CD'er, hvor den ene CD dækker fra Europa, Afrika og til Asien, og den anden Nord- og Sydamerika.

## Backpacker 3
Backpacker 3 blev udgivet i 2003, af Pan Vision. Det er programmeret i Macromedia director. Backpacker 3 er udviklet anderledes end de forrige spil, f.eks. kan spilleren vælge sværhedsgraden på spørgsmålene. Minispillene spiller en mindre rolle, og den grafiske stil er blevet ændret fra ægte billeder, til animerede tegninger. Spillene fokuserer dog stadigvæk på, at spilleren skal rejse rundt i verdenen, og i en mission skaffe en amulet tilbage til sit oprindelsessted. Dette kræver, at spilleren skal rejse til forskellige mål på kloden, som f.eks. Rio de Janeiro og indsamle informationer.
Det var det ottende bedstsælgende spil i Sverige 2003, og der blev udgivet 2 udvidelsespakker til Backpacker 3 .

### Backpacker 3: Mediterraneo
Kort tid efter Backpacker 3 blev udgivet, udviklede Pan Vision en udvidelsespakke. Udvidelsespakken fik navnet "Mediterraneo", da pakken fokuserer meget på middelhavet, dets kultur og historie. Pakken tilføjer flere måder at gennemføre spillet på og 2100 nye spørgsmål.

### Backpacker 3: Americana
Efter Mediterraneo udgav Pan Vision en udvidelsespakke der tog udgangspunkt i Nord- og Sydamerika, kaldt "Americana". Americana tilføjer én ny spilmåde, kaldt "verdensmesteren", hvor spilleren quizzer i forskellige kategorier, og målet er at slå den tidligere verdensmesters point. I Americana har spilleren også muligheden for at rejse via bil.
Udvidelsespakkerne og selve grundspillet, blev senere udgivet i en samlet boks kaldt "Backpacker 3 – The Collection".

## Titler i serien
| Spil                          | Dato             | Udvikler                   | Udgiver                              | Ref.          |
| ----------------------------- | ---------------- | -------------------------- | ------------------------------------ | ------------- |
| Backpacker                    | 1995             | TATI Mixedia               | BMG Interactive Entertainment        | [ 9 ]         |
| Backpacker 2                  | 1997             | TATI Mixedia og Aniware AB | BMG Interactive Entertainment        | [ 23 ]        |
| Backpacker Junior             | 1997             | TATI Mixedia               | IQ Media Nordic AB og Vision Park AB | [ 24 ]        |
| Backpacker 3                  | 24. oktober 2003 | PAN Vision Studio AB       | Pan Vision AB                        | [ 7 ] [ 8 ]   |
| Backpacker 3: Mediterraneo    | 22. marts 2004   | PAN Vision Studio AB       | Pan Vision AB                        | [ 17 ]        |
| Backpacker 3: Americana       | 29. oktober 2004 | PAN Vision Studio AB       | Pan Vision AB                        | [ 18 ]        |
| Backpacker 3 - The Collection | 16. januar 2006  | PAN Vision Studio AB       | Pan Vision AB                        | [ 21 ] [ 22 ] |

## Inspirationer
Globetrotter, en spilserie udviklet af Deadline Games og udgivet af Vision Park i 1999 og 2000, handler om at spilleren skal rejse rundt til forskellige lande og besvare spørgsmål for at optjene penge og energi.
I 2016 udgav Qiiwii Interactive et spil kaldt Backpacker til Android og iOS. Dette spil har intet at gøre med Jens Thorsen og Stefan Gadnells serie.
I Exactamundo: World Trivia Tour besøger spilleren forskellige lande, besvarer quizspørgsmål og møder historiske personer såsom Elvis og Kleopatra.